# Робърт Кер
Робърт Кер (на английски: Robert Kerr) е шотландски писател и преводач.

## Биография
Кер е роден през 1755 г. в бившето графство Роксбъргшър, Шотландия, в семейство на бижутер. Учи медицина в Единбургския университет.
Работи като хирург в Единбург. Превежда на английски няколко научни книги, като Traitée Elémentaire de Chimie („Елементарен трактат по химия“) на Антоан Лавоазие през 1789 г. През 1792 г. публикува The Animal Kingdom („Животинското царство“), първите 2 тома от четиритомен превод на „Systema Naturae“ на Карл Линей, но така и не превежда останалите 2 тома.
През 1794 г. Робърт Кер напуска работата си като хирург и става управител на фабрика за хартия, но начинанието е неуспешно и губи голяма част от състоянието си.
Поради финансова необходимост през 1809 година започва да пише отново, като издава множество брошури, например General View of the Agriculture of Berwickshire („Общ поглед към земеделието на Беруикшър“). Основният му труд е 18-томното историческо изследване A General History and Collection of Voyages and Travels („Обща история и сборник на пътешествията“), публикувано от 1811 до 1820-те години. Последната му работа е превод на Recherches sur les ossements fossiles de quadrupedes („Изследвания на вкаменените кости на четириногите“) на Жорж Кювие, която е издадена след смъртта му. Робърт Кер умира през 1813 г.